# Wang Ganchang
Wang Ganchang (en chinois : 王淦昌 ; en pinyin : Wang ganchang ; Wade-Giles : Wang Kan-ch'ang), né le 28 mai 1907 à Changshu et mort le 10 décembre 1998 à Pékin, est un physicien nucléaire chinois. Il fut l'un des initiateurs de la recherche en physique nucléaire, mais aussi en rayons cosmiques et sur la physique des particules en Chine. Wang figurait parmi les meilleurs leaders, pionniers et de scientifiques du programme chinois de dissuasion nucléaire. Il a été membre de l'Académie chinoise des sciences et membre du parti communiste chinois.
Ses travaux, en 1941, ont influencé les recherches de Clyde Cowan de Frederick Reines, lauréats du prix Nobel de physique en 1995, sur les techniques de détection de neutrinos.
Après 1950, il devient vice-directeur de l'Institut de physiques modernes (中国科学院近代物理研究所) et de l'Institut unifié de recherches nucléaires sino-soviétique.
En 2000, la Société de physique chinoise a établi cinq prix en reconnaissance de cinq pionniers de la physique moderne en Chine. Le Prix Wang Ganchang est décerné aux physiciens spécialisés en physique des particules et en fusion par confinement inertiel.